# Perdita basinicola
Perdita basinicola är en biart som beskrevs av Timberlake 1968. Perdita basinicola ingår i släktet Perdita och familjen grävbin. Inga underarter finns listade i Catalogue of Life.